# CUCURI aniworks
株式会社CUCURI aniworks（aniworks）は神奈川県川崎市にある芸能事務所。
主に声優・歌手の育成・マネージメントを行っていたが、2018年12月31日をもって事務所を閉鎖した。。

## 概要
「育成」と「制作」をコンセプトに活動。声優・歌手向けワークショップのほかに、各種企画や作品制作も行なっていた。

## 企画・作品

### アニメーション企画
- 印ストール - 旭プロダクションとの共同制作[2]
- 猫も、オンダケ - KADOKAWAとの共同制作

### 声優企画
- Peace Love - 女性声優ユニット[注 1]

### LIVE企画
- Grow Up ～ミュージックライフ～
- SOUNJOY ～ミュージックフィールド～
- アニソンボカロオンリーイベント めっちゃうた祭り

### スマートフォンアプリ
- 飛竜と共に
- トレジャーハンター
- 執事を数えて
- 天使の二丁拳銃
- 魔法使いは箒の代わりに俺に乗る
- 死選組〜あやかし雪月花〜
- ロイヤルフラワー
- VAMPIRE HOLMES

### ドラマCD
- ルイの魔裁判
- ルイの魔裁判２
- 死選組〜あやかし雪月花〜 ー死選組誕生編ー
- ロイヤルフラワー 〜三泊四日！素敵な王子様になる講座〜

### オムニバスドラマCD
- クウソウシリーズ

### 音楽CD
- SOUNJOYシリーズ

## 所属声優
- 瀬名快伸

## かつて所属していた声優
- 水島裕（81プロデュース）
- あべそういち（ケンユウオフィス）
- いとう緑茶（株式会社ラムー）
- 藤村ひろ（フリー）
- いずみ綾（株式会社FCS）
- 櫻井殊（劇団ヘロヘロQカムパニー）
- 田内友み（引退）
- 木乃瀬未奈美（引退）
- 悠綺あやの（フリー）